# Glenea sjostedti
Glenea sjostedti là một loài bọ cánh cứng trong họ Cerambycidae.